# Victor Thébault
Victor Michel Jean-Marie Thébault (* 6. März 1882; † 19. März 1960) war ein französischer Mathematiker, der vor allem für seine Beiträge zur Elementargeometrie und den Problemkolumnen verschiedener mathematischer Zeitschriften bekannt ist. Der Satz von Thébault-Yaglom und der Satz von Sawayama-Thébault sind nach ihm benannt sowie die Probleme von Thébault.
Thébault wurde in Ambrières-les-Grand (heute ein Teil von Ambrières-les-Vallées) im Nordwesten Frankreichs geboren. Er studierte von 1898 bis 1901 am Lehrerkollegium in Laval (Mayenne). Nach dem Abschluss seines Studiums unterrichtete er drei Jahre in Pré-en-Pail und nahm dann eine Stelle als Professor an einer technischen Schule in Ernée an. 1909 belegte er den ersten Platz in einem staatlichen Examen, was ihm die Berechtigung Naturwissenschaften am Lehrerkollegien zu unterrichten einbrachte. Da ein Professorengehalt Thébault aber nicht ausreichte, um den Unterhalt seiner großen Familie zu bestreiten, nahm er eine Stelle als leitender Angestellter in einer Fabrik in Ernée an. Dort arbeitete er von 1910 bis 1923 und 1924 wurde er Chefinspektor für Versicherungen in Le Mans. Diese Stelle behielt er bis zu seiner Pensionierung 1940. Danach lebte er bis zu seinem Tod in Tennie, wo er am 19. März 1960 kurze Zeit nach einem schweren Schlaganfall verstarb.
Auch nachdem er seine Tätigkeit als Lehrer beendet hatte, blieb Thébault der Mathematik ein Leben lang verbunden. Sein Hauptinteresse galt hierbei der Geometrie und der Zahlentheorie. Er schrieb zahlreiche Artikel für Mathematikzeitschriften in der ganzen Welt. Darüber hinaus verfasste er eine Vielzahl von Beiträgen zu den Problemkolumnen in Mathematikzeitschriften, zu denen er sowohl neue Probleme als auch Problemlösungen beisteuerte. Allein für den American Mathematical Monthly verfasste er über 600 Probleme und Problemlösungen. Insgesamt publizierte er über 1000 neue Probleme. In Anerkennung seiner Beiträge zur Mathematik wurde er zweimal von der französischen Regierung ausgezeichnet, 1932 wurde er zum Officier de L'Instruction Publique und 1935 zum  Chevalier de l'Order de Couronne de Belgium ernannt.